# Haters Back Off
Haters Back Off ist eine amerikanisch-kanadische Comedy-Serie, die auf der von Colleen Ballinger kreierten Figur Miranda Sings basiert. Die erste Staffel wurde am 14. Oktober 2016 auf Netflix veröffentlicht, die zweite Staffel am 20. Dezember 2017. Nach der zweiten Staffel stellte Netflix die Serie ein.

## Hintergrund
Miranda Sings ist eine von Colleen Ballinger verkörperte Figur. Miranda lädt auf Youtube Videos hoch, auf denen sie singt, tanzt oder von sich erzählt. Obwohl sie nur über wenig Talent verfügt, glaubt sie, sie sei eine der besten Sängerinnen und Entertainerinnen überhaupt und blendet negative Kommentare aus oder interpretiert sie nur als Hater (von engl. hate – Hass). Der Kanal Miranda Sings hat über 10 Millionen Abonnenten.
Die Idee, der Figur Miranda eine Fernsehserie zu widmen, hatte Ballinger gemeinsam mit ihrem Bruder Chris Ballinger. Sie werden vom Autorenteam Perry Rein und Gigi McCreery unterstützt, die schon für Friends tätig waren.
Im Januar 2016 bestellt der Streaming-Anbieter Netflix die erste Staffel der Serie Haters Back Off. Die Serie ist die erste drehbuchbasierende Fernsehserie, die von einer YouTube-Persönlichkeit erdacht wurde.

## Figuren

### Hauptfiguren

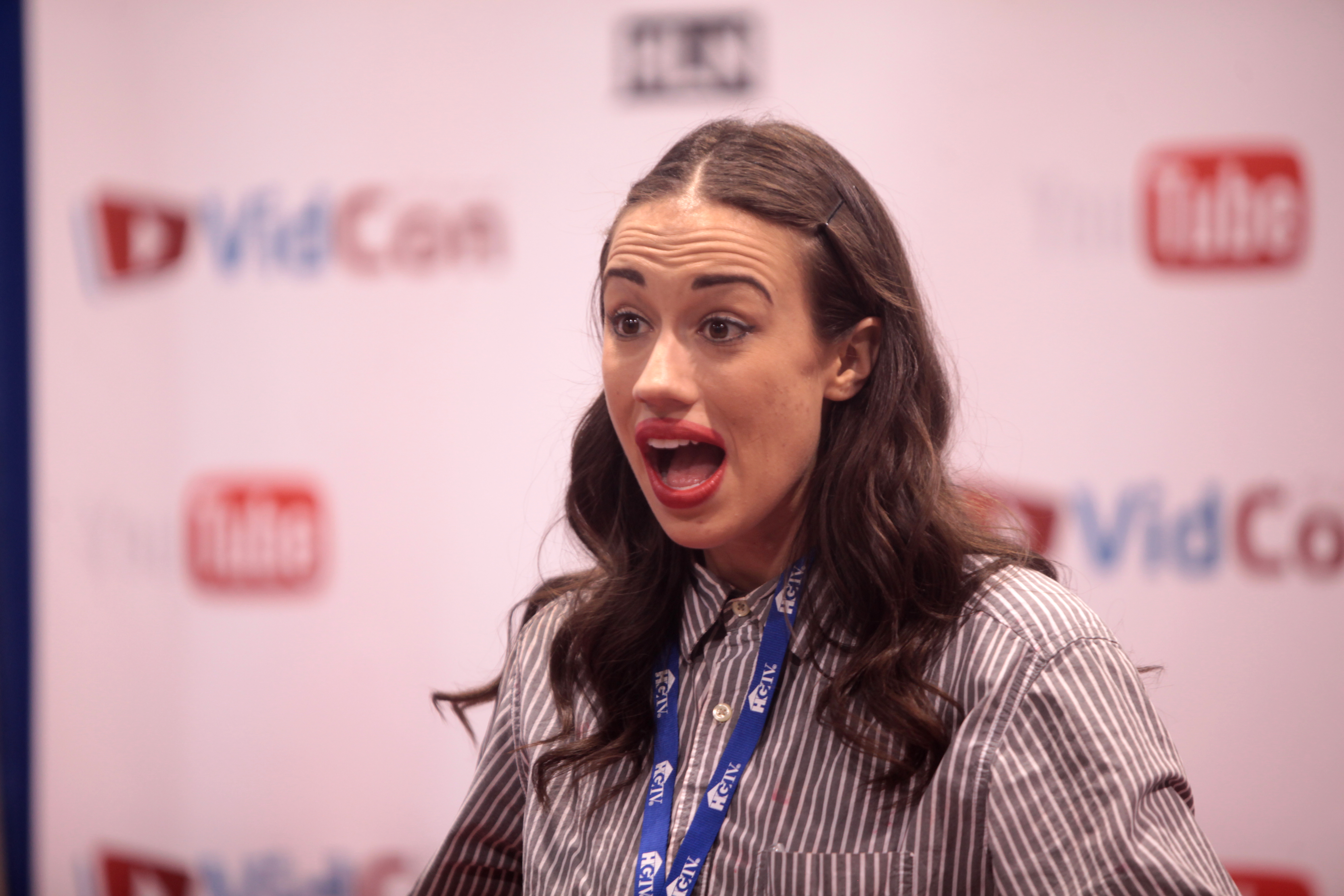
Hauptfigur Miranda Sings (2014)

Miranda (Colleen Ballinger) ist eine Jugendliche, die zusammen mit ihrer Mutter und ihrem Onkel in einer amerikanischen Kleinstadt lebt und Hausunterricht erhält. Sie möchte gern als Sängerin berühmt werden und beginnt deshalb, bei Youtube Videos von sich hochzuladen. Sie ist sehr selbstsicher, hat aber tatsächlich kaum Talent.
Unterstützung erhält sie dabei von ihrem Onkel Jim (Steve Little), der mit im Haushalt lebend an ihr Talent glaubt. Nachdem er als Fischverkäufer gefeuert wird, widmet er der Tätigkeit als Mirandas Manager viel Zeit und entwickelt für sie einen fünfstufigen Plan zum Erfolg.
Alleinverdienerin ist Mirandas Mutter Bethany (Angela Kinsey), die als Kassiererin in einem Supermarkt arbeitet. Sie trägt immer eine Bandage am Handgelenk, da sie glaubt an einer noch nicht diagnostizierten Erkrankung zu leiden.
Emily (Francesca Reale) hält wenig von den Ambitionen ihrer Schwester Miranda. Sie schämt sich für ihre Familie und versucht, ihre Herkunft gegenüber ihren Mitschülern zu verheimlichen. In ihrer Freizeit malt sie gern.
Patrick (Erik Stocklin) ist ein Junge aus der Nachbarschaft und verkauft Eis auf seinem Fahrrad. Er ist heimlich in Miranda verliebt und unterstützt sie, wo er kann.

### Nebenfiguren
Keith (Chaz Lamar Shepherd) ist Pfarrer der örtlichen Gemeinde und führt zeitweise eine romantische Beziehung mit Bethany.
Owen (Dylan Playfair) ist ein gutaussehender Sänger im Kirchenchor, in den Miranda verknallt ist.
Kleigh (Lindsay Navarro) und April (Rachelle Gillis) sind Mitschülerinnen von Emily.

### Gaststars
- Ben Stiller als er selbst

## Synchronisation
Die deutsche Synchronisation wurde mit Dialogbuch und -regie von Mario von Jascheroff erstellt.
| Rolle   | Schauspieler      | dt. Synchronsprecher      |
| ------- | ----------------- | ------------------------- |
| Miranda | Colleen Ballinger | Sarah Alles               |
| Jim     | Steve Little      | Mario von Jascheroff      |
| Bethany | Angela Kinsey     | Karin David               |
| Patrick | Erik Stocklin     | Constantin von Jascheroff |
| Emily   | Francesca Reale   | Maria Koschny             |

## Produktion und Ausstrahlung
Haters Back Off spielt in Mirandas Heimatstadt Tacoma im US-Bundesstaat Washington. Gedreht wurde die Serie von April bis Juni 2016 in Port Coquitlam nahe Vancouver im Südwesten Kanadas.
Die acht Folgen umfassende erste Staffel wurde weltweit am 14. Oktober 2016 vom Videostreaming-Dienst Netflix veröffentlicht. Neben dem englischen Original sind Synchronfassungen in Deutsch, Französisch, Italienisch und Spanisch verfügbar.
Die zweite Staffel wurde am 20. Oktober 2017 weltweit veröffentlicht.

## Episoden

### Staffel 1
| Nr. (ges.) | Nr. (St.) | Deutscher Titel             | Originaltitel                  | Erstveröffentlichung USA | Deutschsprachige Erstveröffentlichung (D/A/CH) | Regie          | Drehbuch                                                                                |
| ---------- | --------- | --------------------------- | ------------------------------ | ------------------------ | ---------------------------------------------- | -------------- | --------------------------------------------------------------------------------------- |
| 1          | 1         | Mein estes Video            | Uploding My Fist Video         | 14. Okt. 2016            | 14. Okt. 2016                                  | Andrew Gaynord | Colleen Ballinger, Gigi McCreery & Perry Rein Idee: Colleen Ballinger & Chris Ballinger |
| 2          | 2         | Miranda sinkt im Chor       | Preeching 2 The Chior          | 14. Okt. 2016            | 14. Okt. 2016                                  | Andrew Gaynord | Justin Varava                                                                           |
| 3          | 3         | Netwörking im Altersheim    | Netwerking At The Nursing Home | 14. Okt. 2016            | 14. Okt. 2016                                  | Andrew Gaynord | Russ Woody                                                                              |
| 4          | 4         | Rod Trip mit meinem Onkel   | Rod Trip With My Uncle         | 14. Okt. 2016            | 14. Okt. 2016                                  | Todd Rohal     | Colleen Ballinger & Chris Ballinger                                                     |
| 5          | 5         | Ein geborener Musical-Starr | Staring in a Musicall          | 14. Okt. 2016            | 14. Okt. 2016                                  | Todd Rohal     | Gigi McCreery & Perry Rein                                                              |
| 6          | 6         | Abrakadavra                 | Becuming A Magichin            | 14. Okt. 2016            | 14. Okt. 2016                                  | Andrew Gaynord | Justin Varava & Russ Woody                                                              |
| 7          | 7         | Parahdebeispiel             | Starr Off The Parade           | 14. Okt. 2016            | 14. Okt. 2016                                  | Andrew Gaynord | Gigi McCreery & Perry Rein                                                              |
| 8          | 8         | voll berühmt                | i’m famous                     | 14. Okt. 2016            | 14. Okt. 2016                                  | Andrew Gaynord | Colleen Ballinger & Chris Ballinger                                                     |

### Staffel 2
| Nr. (ges.) | Nr. (St.) | Deutscher Titel                        | Originaltitel               | Erstveröffentlichung USA | Deutschsprachige Erstveröffentlichung (D/A/CH) | Regie           | Drehbuch                                                                      |
| ---------- | --------- | -------------------------------------- | --------------------------- | ------------------------ | ---------------------------------------------- | --------------- | ----------------------------------------------------------------------------- |
| 9          | 1         | ich werd eine Legände sein             | Im Gunnna Be An Legend      | 20. Okt. 2017            | 20. Okt. 2017                                  | Brian Dannelly  | Colleen Ballinger & Chris Ballinger Idee: Colleen Ballinger & Chris Ballinger |
| 10         | 2         | Beleidigung für meine Anzeige          | Getting Condomsated 4 My Ad | 20. Okt. 2017            | 20. Okt. 2017                                  | Brian Dannelly  | Justin Varava                                                                 |
| 11         | 3         | Die Staplerin muss bloßgestellt werden | Exposing My Impostr         | 20. Okt. 2017            | 20. Okt. 2017                                  | Steven Tsuchida | Gigi McCreery & Perry Rein                                                    |
| 12         | 4         | Modellieren im Krankenhaus             | Modelling At The Hospital   | 20. Okt. 2017            | 20. Okt. 2017                                  | Steven Tsuchida | Gigi McCreery & Perry Rein                                                    |
| 13         | 5         | meine este liebe                       | My 1rst Bae                 | 20. Okt. 2017            | 20. Okt. 2017                                  | Benjamin Berman | Colleen Ballinger & Chris Ballinger                                           |
| 14         | 6         | hier sind die nachrichten              | makeen the news             | 20. Okt. 2017            | 20. Okt. 2017                                  | Benjamin Berman | Justin Varava                                                                 |
| 15         | 7         | wilkommen in miranda world!            | my theem park               | 20. Okt. 2017            | 20. Okt. 2017                                  | Steven Tsuchida | Gigi McCreery & Perry Rein                                                    |
| 16         | 8         | Brodway – oder gar nichts!             | broadway or buts            | 20. Okt. 2017            | 20. Okt. 2017                                  | Steven Tsuchida | Colleen Ballinger & Chris Ballinger                                           |